# Примарна історія (роман)
«Примарна історія» (англ. Ghost Story) — книга Джима Бучера в жанрі наукової фантастики та фентезі, що вийшла 26 липня 2011 року. Вона розповідає про пригоди професійного чарівника Гаррі Дрездена, єдиного професійного чарівника сучасного Чикаго. Це тринадцята книга із серії «Файли Дрездена».

## Короткий опис сюжету
Тож він помер. Гаррі Дрездена більше нема.
Вірніше, його більше немає у світі людей — але в новому, примарному післяжиття так важко розібратися! Перш за все, поки він перебував між життям і смертю, минуло кілька місяців, і в Чикаго все змінилося: вулиці заполонили банди некромантів, що полюють за будь-якою наділеною чаклунськими здібностями людиною. Друзі Дрездена змушені щодня давати відсіч агресорам, які невідомо звідки взялися, і перебувають у зневірі. Гаррі й радий би допомогти, але що він може — безтілесний дух, позбавлений колишніх здібностей?
Однак Дрезденові доведеться дуже напружитися, використовуючи весь свій розум і кмітливість, накопичені за роки життя, адже якщо не поспішити, примарі чарівника загрожує… остаточне і безповоротне зникнення!

## Список основних персонажів
- Гаррі Дрезден: Протагоніст; професійний чарівник, приватний детектив і поліцейський консультант; а ще він є у телефонній книзі.
- Боб: Інтелектуальний дух повітря, який поміщений всередину черепа, і проживає в під-підвальній лабораторії Дрездена.
- Злий Боб: пізніше в книзі виявилося, що це частина Боба, яку Гаррі наказав йому замкнути в частині «Мертвий удар» (англ. Dead Beat). Єдиний спосіб для Боба зробити це — ампутувати цю частину себе; Злий Боб — це знання, які Боб усунув.
- Мортімер Ліндквіст: він бачить мертвих людей і спілкується з ними.

## «Примарна історія» в інших виданнях
- У 2011 році Джеймс Марстерс, який раніше записав усі романи «Дрезденські файли» у формі аудіокниги, був недоступний для запису «Історії привидів». Його замінив Джон Гловер.[3] Чотири роки потому Джим Бучер повідомив, що буде доступний новий випуск аудіокниги «Примарна історія». У відповідь на прохання шанувальників і щоб забезпечити безперервність прослуховування, Джеймса Марстерса повернули, щоб оповідати це нове аудіовидання. Озвучене видання Джона Гловера було вилучено.[4]
- Ця книга доступна як електронна книга у форматах Kindle і Nook.